# France Prešeren
France Prešeren, né Franc Ksaver Prešeren le 3 décembre 1800 à Vrba, et mort le 8 février 1849 à Kranj, est un poète slovène. Sa poésie pleine de ferveur, émouvante mais jamais mièvre a fait de lui le meilleur représentant du romantisme slovène.
France Prešeren est également considéré comme le plus grand poète slovène, célébré non seulement dans son pays ou dans la région, mais dans toute l’Europe, comme l’un des plus grands romantiques.

## Biographie
Il est né dans le village de Vrba (dans la monarchie des Habsbourg, aujourd'hui en Slovénie) dans une famille de paysans aisés établie à cet endroit depuis 1579. Sa mère voulait qu’il devînt prêtre, mais il n’entra jamais dans les ordres. Il étudia la philosophie puis le droit à Vienne.
Après un doctorat de droit, il trouva un emploi dans un cabinet juridique à Laibach (actuelle Ljubljana), alors capitale provinciale de l’empire autrichien. Mal vu par la police autrichienne du fait de ses idées, il ne crée son propre cabinet d'avocats que quelques années avant sa mort, à Kranj, en 1846.
S'il fut une source d'inspiration, son amour pour Julija Primic, fille d'un riche marchand, rencontrée par hasard dans une église de Ljubljana en 1833, fut en revanche un amour non payé de retour. Elle finit par épouser un rival plus fortuné. 
De la relation qu'il eut ensuite avec la toute jeune Ana Jelovšek, rencontrée en 1837, naîtront plus tard trois enfants. Il ne l'épousa cependant jamais, du fait de leur incompatibilité de caractère.
Peu avant sa mort, il salua la révolution viennoise de mars 1848, qui mit fin à l'absolutisme des Habsbourg.
Il mourut d'une cirrhose, sans doute liée à son alcoolisme, en 1849.

## Œuvres

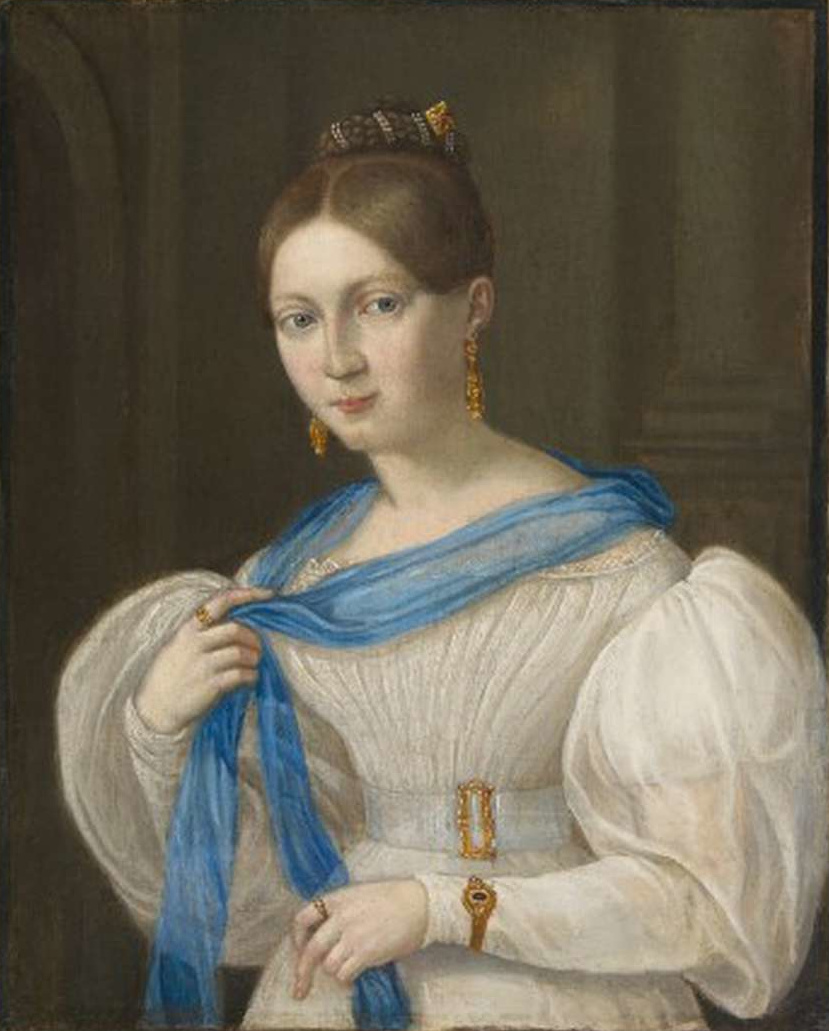
Julija Primic : portrait de 1855 par Matevž Langus.

Il écrivit des poèmes dans son temps libre. Son œuvre la plus fameuse, Sonetni Venec (La Couronne de sonnets) est directement inspirée de son amour pour Julija Primic (germanisée en Julia Primitz) et la mort de son ami intime, le poète Matija Čop (Matthias Tchop). Les passions douces-amères emplissent sa poésie. Sa Couronne de sonnets est écrite selon un format intéressant : le dernier vers de chaque strophe devient le premier de la suivante, faisant des quatorze sonnets un entrelacs de lyrisme émouvant, aucun des sonnets ne pouvant exister sans les autres. Les premiers vers de chaque sonnet en forment un autre, et forment également l’acrostiche Primicovi Juliji (à Julija Primic).
La septième strophe du poème Zdravljica (Toast) est devenue l’hymne national slovène depuis 1991. Plusieurs de ses œuvres ont été traduites dans différentes langues. 
Il a par ailleurs également écrit en allemand. Lorsque ses poèmes étaient d’abord publiés dans des journaux, il les traduisait lui-même pour qu’ils figurassent à la fois en allemand et en slovène.

## Place dans la culture slovène
Le fait que la date de sa mort, le 8 février 1849 à Kranj, soit devenue la Fête de la Culture slovène, ou fête Prešeren, jour férié, témoigne de la place centrale, inégalée, qu'il occupe aujourd'hui dans la culture slovène. L'œuvre et son impact ont une part importante dans l'identité nationale de ce jeune État. Ainsi, il apparaît sur l'ancien billet de 1000 tolar et sur la pièce slovène de 2 euros (en circulation depuis le 1er janvier 2007). 
La place Prešeren à Ljubljana est ornée d’une statue du poète, dont le regard fixe pour toujours un haut-relief de Julija, au début d'une rue ouvrant de l’autre côté de cette place.